# Metro-Goldwyn-Mayer
Metro-Goldwyn-Mayer (Ме́тро-ґо́лдвін-ма́єр; скор. «MGM», вимовляється ем-джі-ем) — американська медіакомпанія, спеціалізується на виготовленні та прокаті кіно- і відеопродукції. Власник ряду найбільших голлівудських кіностудій. У скарбниці кінокомпанії на березень 2009 року — 205 нагород «Оскар», із них 15 — за найкращий фільм.

## Історія

### Заснування
Компанія «Metro-Goldwyn-Mayer» була заснована в квітні 1924 року Маркусом Лоу, він купив кіностудію Goldwyn Pictures, яку заснував Семюел Голдвін і злив воєдино з Metro Pictures і Mayer Pictures, засновані Луїсом Бартом Маєром.
Маркусом відразу ж було ухвалено рішення знімати власні фільми, насамперед для скорочення витрат на прокат кінофільмів. На посаду віце-президента і генерального директора призначається Луїс Маєр, і компанія набуває назву «Метро-Голдвін-Маєр» (Metro-Goldwyn-Mayer або MGM). Президентом компанії був призначений Ніколас Шенк.
Логотипом нової компанії став лев, що ричить, студії Голдвіна, який вперше з'явився на кіноекранах 1916 року. У тієї ж студії було запозичено гасло «Мистецтво для мистецтва». З 1932 року рекламна стратегія компанії базувалася на твердженні, що в її фільмах «більше зірок, ніж на небі».
Луїс Маєр найактивнішим чином взявся за працю, у нього були грандіозні, амбітні плани — зробити кіностудію найприбутковішою, могутньою та «зоряною» корпорацією. Помічником Маєра в кінобізнесі стає Ірвінг Тальберг, який був повністю зайнятий кіновиробництвом, завдяки якому компанія у 1925 році випустила фільми «Великий парад» та «Бен-Гур: історія Христа». Вихід цих фільмів приніс приголомшливий успіх кінокомпанії. «Metro-Goldwyn-Mayer» відразу стала лідером Голлівуду. MGM займала провідні позиції за кількістю знятих за рік кінофільмів, на неї працювали найкращі з найкращих: юристи, журналісти, медперсонал.

### Золотий вік Голлівуду
Після смерті Лоу в 1927 між Шенком і Маєром розгорнулася підкилимна боротьба за контроль над найбільшою студією Америки. Шенк спробував продати акції Лоу кіномагнату Вільяму Фоксу, власнику Fox Film Corporation, однак Маєру вдалося заблокувати цю угоду через антимонопольне відомство. Фактично зніманням фільмів в Калвер-Сіті керували Ірвінг Тальберг і Гаррі Ропф. У німих фільмах студії знімалися Грета Гарбо, Норма Ширер, Джоан Кроуфорд; з початком звукової ери до числа зірок MGM додалися Кларк Гейбл, Джин Харлоу, Спенсер Трейсі.
Під керівництвом Тальберга і Маєра студія випускала приблизно 50 фільмів на рік. Навіть в епоху Великої депресії MGM залишалася прибутковою студією і навіть виплачувала дивіденди своїм акціонерам, тому що найвідоміші кінозірки приносили кінокомпанії величезні гроші.
Фінансовий стан дозволяв MGM фінансувати експериментальні в технічному відношенні проєкти. Саме MGM увійшло в історію як першопроходець кольорового кінематографа. У 1928 році Маєр випустив перший повнометражний кольоровий фільм зі звуковою доріжкою — «Вікінг». 1936 року Тальберг помер, кінокомпанія втратила талановитого продюсера, тоді Маєр став особисто керувати виробництвом кінострічок, продовжуючи шукати заміну Тальбергу. Найуспішнішими стали «Чарівник країни Оз» (1939) і «Північно-західний прохід» (1940).
В середині 1930-х на MGM були зняті високохудожні екранізації класичних романів XIX століття. Їх створенням опікувався Д. Селзнік, зять Л. Б. Маєра. Пізніше Селзнік організував власну студію, однак його наймасштабніший проєкт — «Віднесені вітром» — вийшов в прокат під егідою Metro-Goldwyn-Mayer.

### Після Тальберга
Смерть Тальберга в 1936 і відхід зі студії Селзніка змусили Маєра зайнятися поточними питаннями кіновиробництва. Не довіряючи власним думкам, Маєр сформував комітет, який був покликаний оцінювати потенціал того чи іншого проєкту. Епоха експериментів була в минулому. Замість того, щоб запалювати нові зірки, MGM робило ставки на перевірених часом улюбленців публіки. Нові сценарії пропускалися через сито численних комітетів і комісій. Перевага віддавалася матеріалу, придатного для сімейного перегляду, — мюзиклів, сиквелів та іншого. В 1940-ві число фільмів, що вийшли на студії скоротилося вдвічі, а витрати на їх виробництво зросли. Починається відтік «зірок» в інші студії, і насамперед Paramount Pictures, який в 1942 вперше обходить суперника за касовими зборами.
Приблизно четверту частину фільмів MGM в 1940-ві становили мюзикли. Через участь великого колективу авторів і виконавців пісень, танцюристів, масовки їх створення обходилося набагато дорожче, ніж знімання звичайного фільму. У головних ролях були зайняті найвисокооплачуваніші зірки — Фред Астер, Джин Келлі, Джуді Гарланд, Френк Сінатра. Під керівництвом Артура Фріда у 1950-ті роки на MGM були поставлені неперевершені стрічки цього жанру — «Співаючі під дощем», «Американець в Парижі» і «Жіжі».

### Мультфільми MGM
Одним з найуспішніших підрозділів MGM (до закриття в 1957) було мультиплікаційне, де в 1940-і роки працювали художники-мультиплікатори Текс Ейвері (фільми про песика Друпі), дует Гарман-Айзінг (фільми про ведмедика Барні) і дует Ганна-Барбера (мультфільми про Тома і Джеррі, з яких 7 були відзначені «Оскара»).
Історія цього підрозділу почалася в 1930 році, коли Маєр замовив знаменитому Юбу Айверксу створення мультперсонажу для перших мультфільмів в Technicolor. Так з'явилося жабеня Фліп, до якого незабаром приєднався Віллі Вуппер. Ці творіння Айверкса не мали великого успіху у публіки. 1934 року Маєру вдалося переманити від Леона Шлезінгера на MGM мультиплікаторів Гармана і Айзінга, творців персонажа Боско, що діяв в Looney Tunes. За аналогією з шлезінгеровським циклом Merrie Melodies був запущений власний проєкт для дітей — Happy Harmonies.
Окремо стоїть постапокаліптичний мультфільм 1939 року Мир на Землі та його ремейк 1955 року, виконаний у стилі Тома і Джеррі — «Доброчесність людей»

### Ера Дора Шері
У 1948 Маєр запросив на вакантне місце «нового Тальберга» подає надії продюсера Дора Шері з RKO. З метою оптимізації витрат новобранець став розривати контракти з заслуженими ветеранами студії, включаючи легендарну Джуді Гарланд. У 1951 року жертвою цієї політики поліг і сам Маєр, вимушений покинути студію. Суть його конфлікту з Шері зводилася до того, що останній віддавав перевагу «ідейним» стрічкам, вкоріненим в післявоєнній реальності, а Маєр раніше давав зелене світло мюзиклам і іншим фантазіям з нальотом гламуру. У 1955 пішов на спочинок і другий батько-засновник студії, Ніколас Шенк.
У зв'язку з масовим поширенням телебачення наприкінці 1950-х спостерігався відтік глядачів з кінотеатрів. Студійна система була законодавчо прирівняна до монополізму, і під тиском держави MGM був змушений відмовитися від власної мережі кінотеатрів. За підсумками 1957 року компанія вперше зафіксувала збиток. В наступному році акціонери домоглися відставки Дора Шері. Одночасно були розірвані контракти з останніми ветеранами студії. Анімаційний підрозділ було закрито за нерентабельність. З цього часу почався поступовий, але незворотний занепад MGM, що супроводжувався скороченням її частки на національному кіноринку.
При Дорі Шері компанія навчилася отримувати прибуток з телевізійного буму. В листопаді 1956 "Чарівник країни Оз" був вперше показаний на телебаченні, причому з фантастичним рейтингом. Досить скоро з'ясувалося, що телепоказ класики MGM здатні приносити не менший дохід, ніж кінопрокат нових фільмів.

### Епічні постановки
На тлі небувалої популярності пеплумів нове керівництво студії прийняло ризиковане рішення перейти з традиційних мюзиклів на епічні постановки, які вимагали величезного бюджету. Нова версія «Бен-Гура» (1959) не тільки мала приголомшливий успіх у публіки, але і зібрала рекордний урожай «Оскарів». Тріумф одного фільму такого калібру міг нівелювати провал десятка звичайних кінострічок.
В рамках цієї стратегії в 1960-х роках на MGM були реалізовані такі масштабні проєкти, як зоряний вестерн «Як був завойований Захід» Джона Форда, «Доктор Живаго» Девіда Ліна і «Космічна одіссея» Стенлі Кубрика. Ці фільми мали успіх, проте провал багатьох інших епічних постановок поставив студію наприкінці 1960-х на грань банкрутства.

### Розпродаж

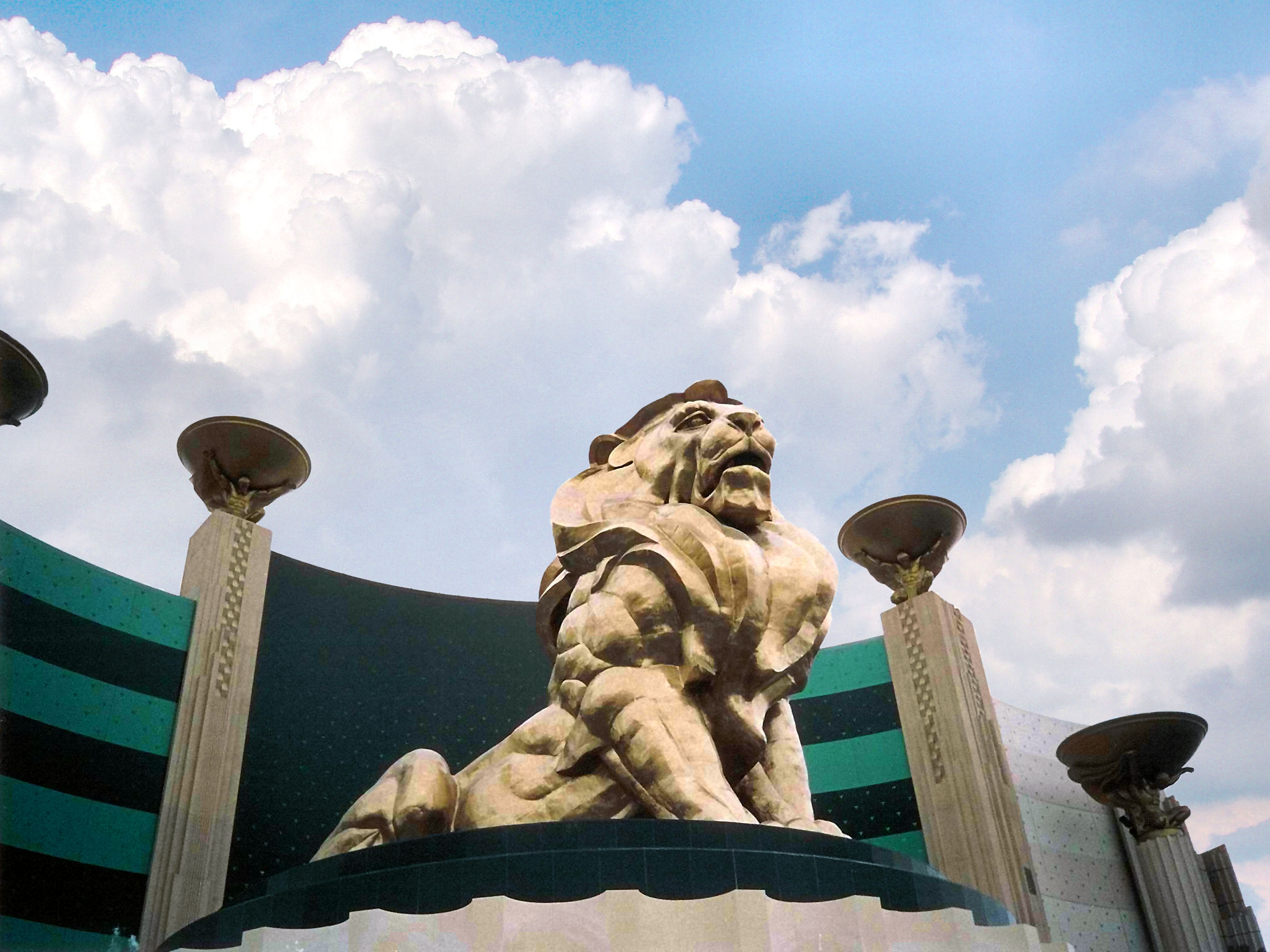
Лев MGM перед казино в Лас-Вегасі

Інтерес до студії проявив мільйонер Кірк Керкорян, який займався облаштуванням нерухомості в Лас-Вегасі. Придбавши MGM в 1969 році, він радикально скоротив кількість вироблених на студії фільмів. Найбільше інвестора цікавили землі у Калвер-Сіті (продані під будівництво житла) і накопичена MGM за 45 років гламурна репутація. Назва студії було використано при ребрендингу казино і готелю, які належали Керкоряну в Лас-Вегасі. Унікальна колекція декорацій і сценічного антуражу (включаючи рубінові туфельки Дороті з «Чарівника країни Оз») пішли з молотка. 1975 року була продана звукозаписна студія (MGM Recording Studios).
При Керкоряні студія виробляла п'ять-шість малобюджетних стрічок на рік. Дистрибуція здійснювалася по каналах United Artists. З часом Керкорян остаточно втратив інтерес до кіновиробництва; у 1979 році він оголосив, що MGM відтепер стає готельною мережею (MGM Resorts International).

### Банкрутство

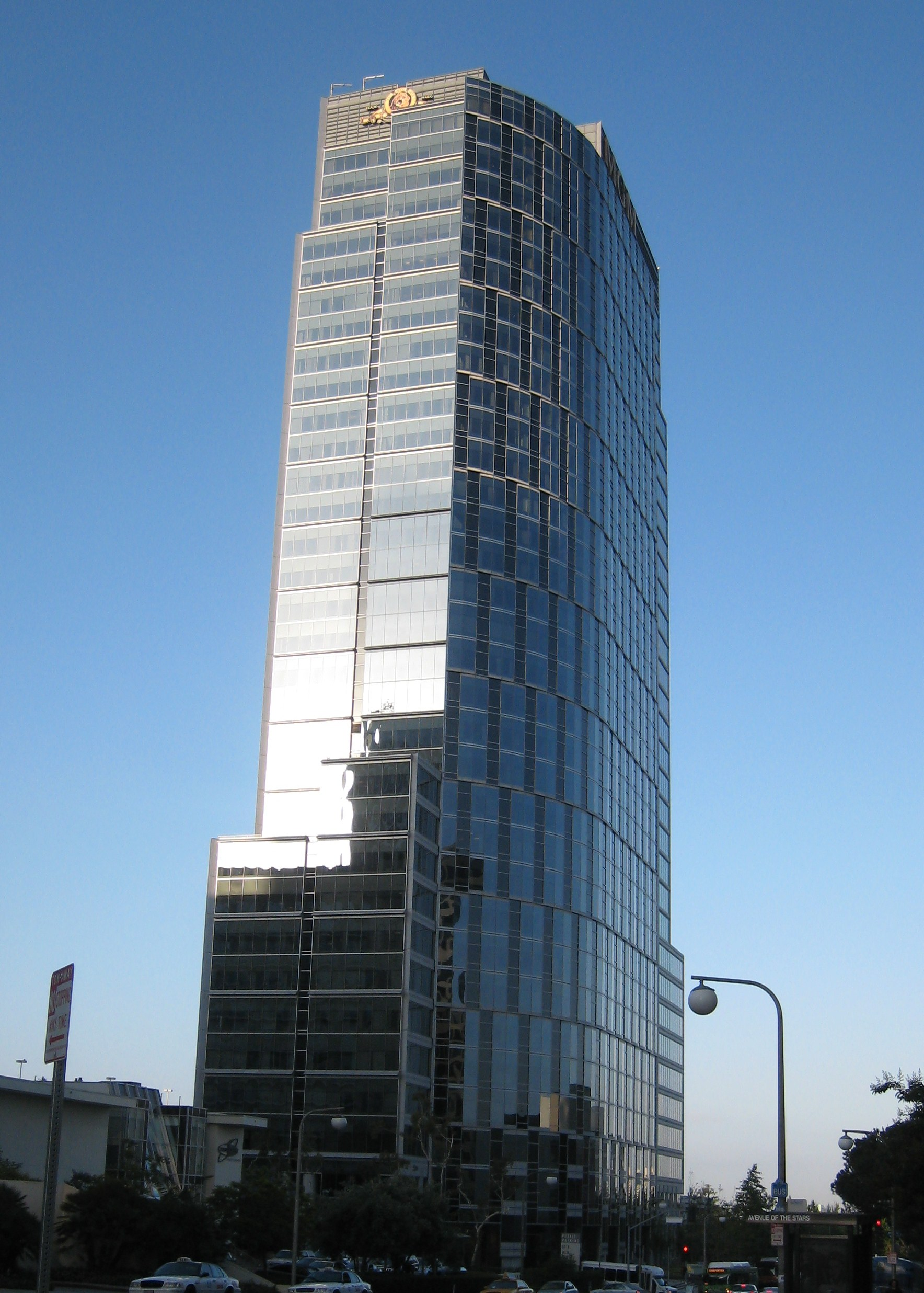
MGM Tower, колишня штаб-квартира компанії в Лос-Анджелесі

Після Керкоряна нове життя в легендарну студію намагалися вдихнути Тед Тернер (власник з 1986) і Джанкарло Парретті (з 1990). Ще при Керкоряні відбулося приєднання до MGM іншої класичної студії, United Artists, головним скарбом якої були права на шедеври світового кінематографа, а також Бондіану. У 1997 році за 573 млн дол. були викуплені права на каталог фільмів компаній Orion Pictures, Samuel Goldwyn Company і Motion Picture Corporation of America.
У 2005 володіння MGM перейшло до Sony Pictures. З цього часу студія стає фактичним сателітом Columbia Pictures, «перлини» у короні Sony.
У березні 2010 року американський підприємець радянського походження Леонід Блаватник висловив бажання придбати компанію «Metro-Goldwyn-Mayer», попри те, що вона заборгувала своїм кредиторам близько 4 мільярдів доларів.
Під маркою MGM корпорація Sony продовжує випускати нові фільми про Джеймса Бонда. Так, фільм «007: Координати «Скайфолл»» (2012) зібрав у прокаті понад 1 млрд дол., що стало найкращим результатом за всю історію студії (якщо закрити очі на інфляцію).

## Фільми
- Чарівник країни Оз
- Співаючи під дощем
- Зустрінь мене в Сент-Луїсі
- Віктор/Вікторія
- За бортом
- Рибка на ім'я Ванда
- Термінатор
- Рожева пантера 2
- Блондинки в законі
- 007: Координати «Скайфолл»

## Серіали
Зоряна брама: SG-1

## Підрозділи

### MGM cartoon department
«MGM cartoon department» («MGM Cartoons») — підрозділ «Metro-Goldwyn-Mayer», що виробляє анімаційні фільми.

#### Список анімаційних фільмів
- Том і Джеррі (серіал)
- Том Соєр (2000).